# Vișeu
Vișeu (węg. Visó) – rzeka w północnej Rumunii, lewy dopływ Cisy w zlewisku Morza Czarnego. Długość – 80 km, powierzchnia zlewni – 1606 km², średni przepływ – 32 m³/s. 
Vișeu ma źródła na południowych stokach szczytu Cearcănu w Karpatach Marmaroskich. Płynie na północny zachód doliną oddzielającą Karpaty Marmaroskie od Gór Rodniańskich i Gór Cybleskich. Przepływa przez miasta Borșa i Vișeu de Sus. Uchodzi do Cisy koło wsi Valea Vișeului. Zlewnia Vișeu jest silnie asymetryczna – większe dopływy (Vaser, Ruscova) występują tylko po prawej (północno-wschodniej) stronie, ponieważ od strony południowo-zachodniej, blisko za wąskim pasem wzgórz, w Kotlinie Marmaroskiej, płynie równoległy do Vișeu dopływ Cisy – Iza.